# فيليكس مارتي إيبانيز
فيليكس مارتي إيبانيز (بالإنجليزية: Félix Martí Ibáñez؛ بالإسبانية: Félix Martí Ibáñez) هو كاتب وطبيب نفسي أمريكي وإسباني، ولد في 25 ديسمبر 1911 في كارتاخينا في إسبانيا، وتوفي في 24 مايو 1972 في مانهاتن في الولايات المتحدة.